# 吴震修
吴震修（1883年—1966年12月31日），名荣鬯，字震修，以字行，江苏无锡人，中国银行家，中国人民保险公司的创建人之一，京劇劇作家。

## 生平
吴震修生于清朝光绪九年十一月二十一日（1883年）。幼入私塾，后入上海南洋公学，毕业后留学日本陆军士官学校。回国后，吴震修曾任北洋政府参谋本部第六局局长、中国银行南京分行经理。1920年应北京中国银行总裁、留日同学冯耿光之邀，任该银行总文书。1926年，吴震修和陈光甫、钱新之等15人组成江苏兼上海财政委员会，筹发“二五库券”。1928年，他被蒋介石任命为上海市政府秘书长，还一度代理上海市市长。不久他回上海中国银行任总文书。1937年，他任中国银行南京分行经理。
八一三事变后，吴震修携家避居弟弟在上海法租界富民路的家里，并在此居住了6年。其间，吴震修之子因伤寒夭折，吴震修之妻因此精神失常，吴震修开始信佛教。太平洋战争爆发之前，日本特务机关的小林（日本陆军士官学校校友）上门邀请他任上海市市长，被他拒绝。1942年5月，中国银行被强行改组复业，吴震修任董事长，回到南京，并挂名汪精卫政权的中央储备银行参事、全国经济委员会常务委员。
抗日战争结束后，吴震修被国民党当局看管在家，听候审判。法院最终称“吴震修汉奸嫌疑一案固证据不足，本院不予审理”。中华人民共和国成立后，吴震修到北京任中国保险公司总经理（龚饮冰任董事长），参与创建中国人民保险公司。1952年，他离职带薪回上海休养。1966年12月31日，吴震修病逝于上海，享年83岁。

## 逸事
吴震修和梅蘭芳、齊如山等人是好友。《霸王別姬》的公演和錄製唱片影片的定本就是由吳震修編劇。他在梅蘭芳的藝術生涯中起過重要作用。